# Клуни, Джордж
Джордж Ти́моти Клу́ни (англ. George Timothy Clooney; род. 6 мая 1961, Лексингтон, Кентукки, США) — американский актёр кино и телевидения, кинорежиссёр, сценарист, продюсер, предприниматель и активист. Широкую известность получил после выходов телесериала «Скорая помощь» и фильма «От заката до рассвета».
Лауреат премий «Оскар» и «Золотой глобус» в номинации «Лучшая мужская роль второго плана» за фильм «Сириана», обладатель премии «Золотой глобус» за роль миллионера Мэтта Кинга в драме «Потомки» (2011) и роль бежавшего заключённого в комедии «О, где же ты, брат?» (2000). Второй раз получил «Оскар» как продюсер в номинации «Лучший фильм» за фильм «Операция „Арго“». За этот же фильм был удостоен четвёртого «Золотого глобуса» и первой статуэтки BAFTA.
В 2009 году был признан журналом Time одним из 100 влиятельнейших людей мира.
Его гуманитарная деятельность включает работы по решению конфликта в Дарфуре, по признанию геноцида армян, помощь пострадавшим от землетрясения на Гаити.
После продажи компании Casamigos Tequila Клуни возглавил рейтинг самых высокооплачиваемых актёров, опубликованный Forbes в 2018 году.

## Детство и юность
Родился 6 мая 1961 года в Мейсвилле, в 106 км от Лексингтона (Кентукки). Его мать, Нина Брюс, бывшая королева красоты; его отец, Ник, журналист, телеведущий на канале «American Movie Classics» и страстный политик из Кентукки. Клуни вырос в ирландской католической семье. Прапрапрапрабабушка Джорджа Клуни — Мэри Энн Спэрроу — была единоутробной сестрой Нэнси Хэнкс — матери Авраама Линкольна. У него есть старшая сестра Аделиа, а среди его двоюродных братьев и сестёр актёры Мигель и Рафаэль Феррер, сыновья его тёти, певицы Розмари Клуни и актёра Хосе Феррера. Он также является родственником другой певицы, Дебби Бун, которая вышла замуж за ещё одного сына Розмари и Хосе, Гэбриела Феррера. С раннего возраста Клуни проводил время на съёмках своего отца, часто участвуя в шоу, где он был любимчиком публики.
Клуни пошёл в школу Blessed Sacrament в Форт Митчелле (Кентукки). Проводя часть своего детства в Огайо, он посещал школу St. Michael’s в городе Колумбус, школу St. Susanna в Мейсоне (Огайо). В средней школе Клуни поразил паралич Белла, генетическая болезнь, передавшаяся ему от отца. Около года у него была парализована половина лица. Его левый глаз был закрыт, он не мог нормально есть и пить, и в связи с этим заработал прозвище «Франкенштейн». «Это было самое худшее время в моей жизни, — рассказал Клуни журналу The Mirror в 2003. — Вы же знаете, как жестоки могут быть дети. Меня высмеивали и дразнили, но это испытание сделало меня сильнее».
В итоге его родители переехали в город Аугуста, Кентукки, где Клуни посещал старшую школу Аугусты. Он утверждал, что получал только «4» и «5» в школе и был увлечённым игроком в бейсбол и баскетбол. Он думал о юридической карьере, но позже отказался от этого. Он пробовал играть в профессиональный бейсбол в составе команды «Цинциннати Редс» в 1977 году, но ему не предложили постоянный контракт. Он не прошёл первый тур отбора игроков. Клуни посещал Северный Кентуккийский университет с 1979 по 1981 год, и, совсем недолго, Университет Цинциннати, но ни один не окончил.

## Карьера

### Ранние роли
Свою первую серьёзную роль Клуни получил в 1994 году в телесериале «Скорая помощь». Он также появился в сериале «The Facts of Life». В том числе Клуни сыграл детектива Бобби в одном из эпизодов сериала «Золотые девочки». Его значительным прорывом была роль второго плана в ситкоме «Roseanne», где он играл властного босса главной героини, Букера Брукса, а также последовавшая за этой роль строителя на «Baby Talk» и затем роль сексуального детектива в сериале «Sisters». В 1988 году Клуни также сыграл второстепенную роль в фильме «Возвращение помидоров-убийц».

### Первоначальный успех

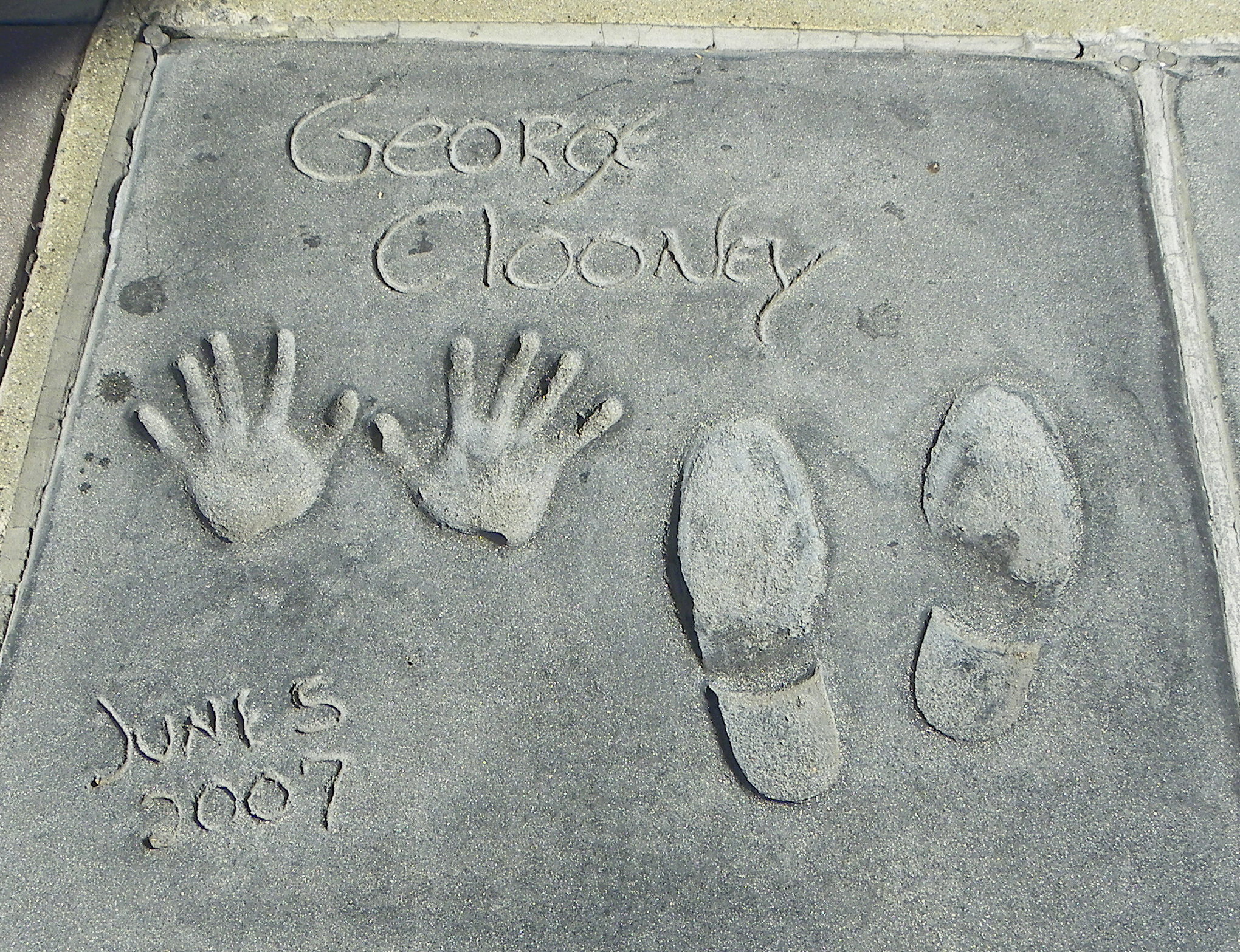
Отпечатки рук и ног Джорджа Клуни перед Китайским театром Граумана.

Клуни добился положения звезды, когда был выбран на роль доктора Дага Росса в телевизионной драме NBC «Скорая помощь», где он играл с 1994 по 1999 год и однажды вернулся, чтобы сыграть роль камео в пятнадцатом и последнем сезоне сериала. Клуни также был партнёром Деборы Леони по их производственной компании «Mirador Entertainment».
Клуни начал сниматься в кино, все ещё играя в «Скорой помощи», его первая главная роль в голливудском кино — «От заката до рассвета». За успехом первого фильма последовали фильмы «Один прекрасный день» с Мишель Пфайффер и «Миротворец» с Николь Кидман. Затем Клуни был отобран на роль нового Бэтмена (заменив Вэла Килмера, который, в свою очередь, заменил некогда Майкла Китона) в фильме «Бэтмен и Робин», который имел средний кассовый успех, но был назван самим Клуни «напрасной тратой денег». В 1998 году Клуни снялся в фильме «Вне поля зрения». Это была первая из его многочисленных работ с режиссёром Стивеном Содербергом. Он также снялся в фильме «Три короля», в то время как заканчивались его последние недели контракта со «Скорой помощью».

### Карьера в кино

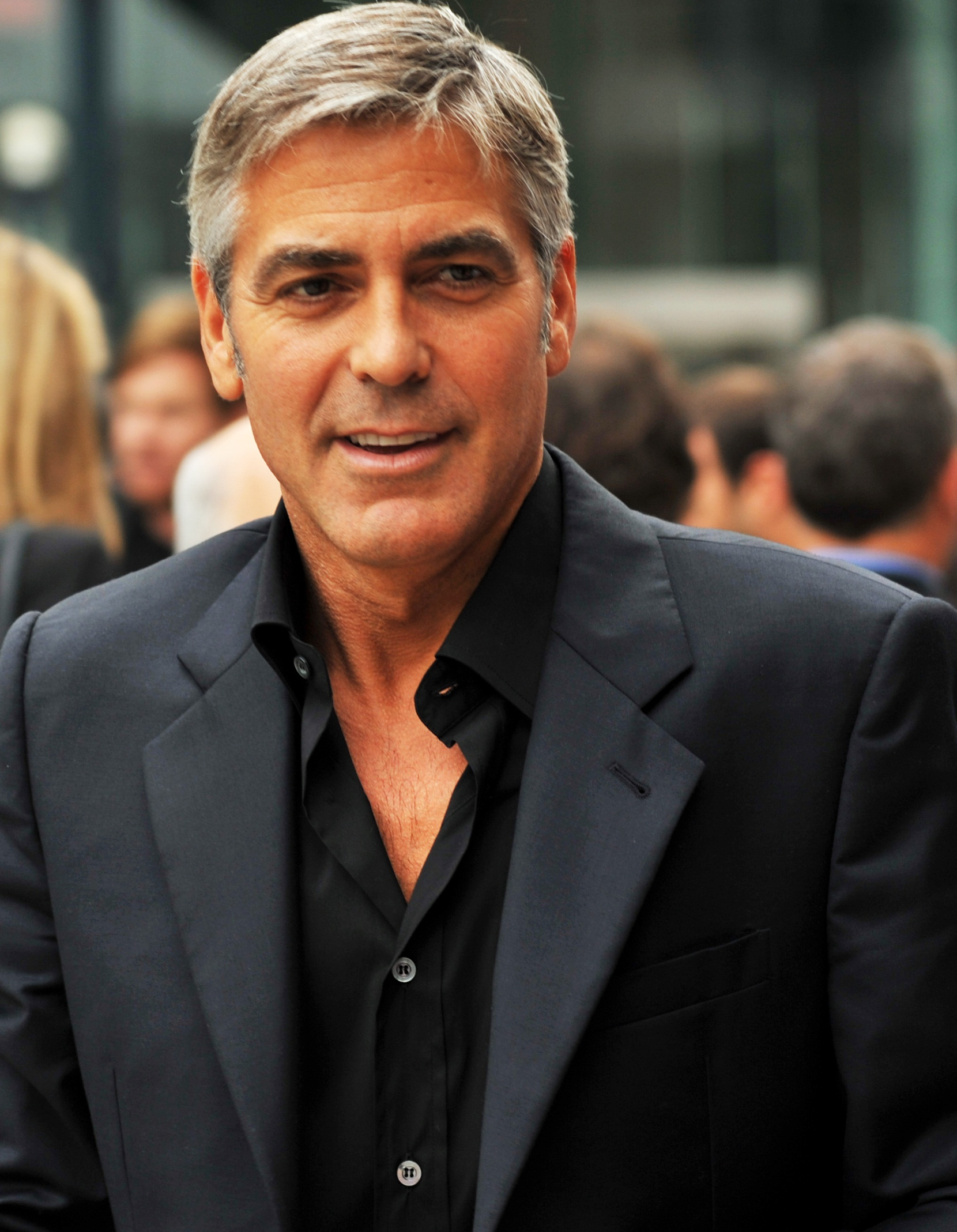
Джордж Клуни на премьере фильма «Безумный спецназ» на Международном кинофестивале в Торонто 2009

После ухода из «Скорой помощи», Джордж Клуни был звездой многих голливудских фильмов, таких как «Идеальный шторм» и «О, где же ты, брат?». В 2001 году он снова стал работать со Стивеном Содербергом над фильмом «Одиннадцать друзей Оушена», ремейком одноимённого творения Льюиса Майлстоуна 1960 года. Этот фильм собрал более 444 миллионов долларов во всем мире. Он также породил два сиквела с Клуни в главной роли: «Двенадцать друзей Оушена» в 2004 году и «Тринадцать друзей Оушена» в 2007 году. В 2001 году Джордж Клуни и Стивен Содерберг основали кинокомпанию «Section Eight», а в 2002 году Клуни снялся в главной роли в экранизации романа «Солярис», режиссёром которой также был Содерберг.
Режиссёрским дебютом Клуни стал фильм «Признания опасного человека», премьера которого состоялась в 2002 году. Фильм является адаптацией автобиографии телевизионного продюсера Чака Бэрриса. И хотя фильм не собрал большой кассы, критики и публика в один голос хвалили режиссёрскую работу Клуни.
В 2005 году Клуни получил главную роль в фильме «Сириана», который частично основан на биографии бывшего агента ЦРУ Роберта Баера и его воспоминаниях о работе агентом на Среднем Востоке. В том же году он режиссировал, продюсировал, и играл главную роль в «Доброй ночи и удачи», фильме о словесной борьбе тележурналиста 1950-х Эдварда Мэроу с сенатором Джозефом Маккарти. Оба фильма получили шумное одобрение критики и приличный кассовый сбор. На церемонии вручения «Оскара» в 2006 году Клуни был номинирован сразу в трёх категориях: как лучший режиссёр и сценарист за «Доброй ночи и удачи», а за «Сириану» он выиграл награду в категории «Лучшая мужская роль второго плана».

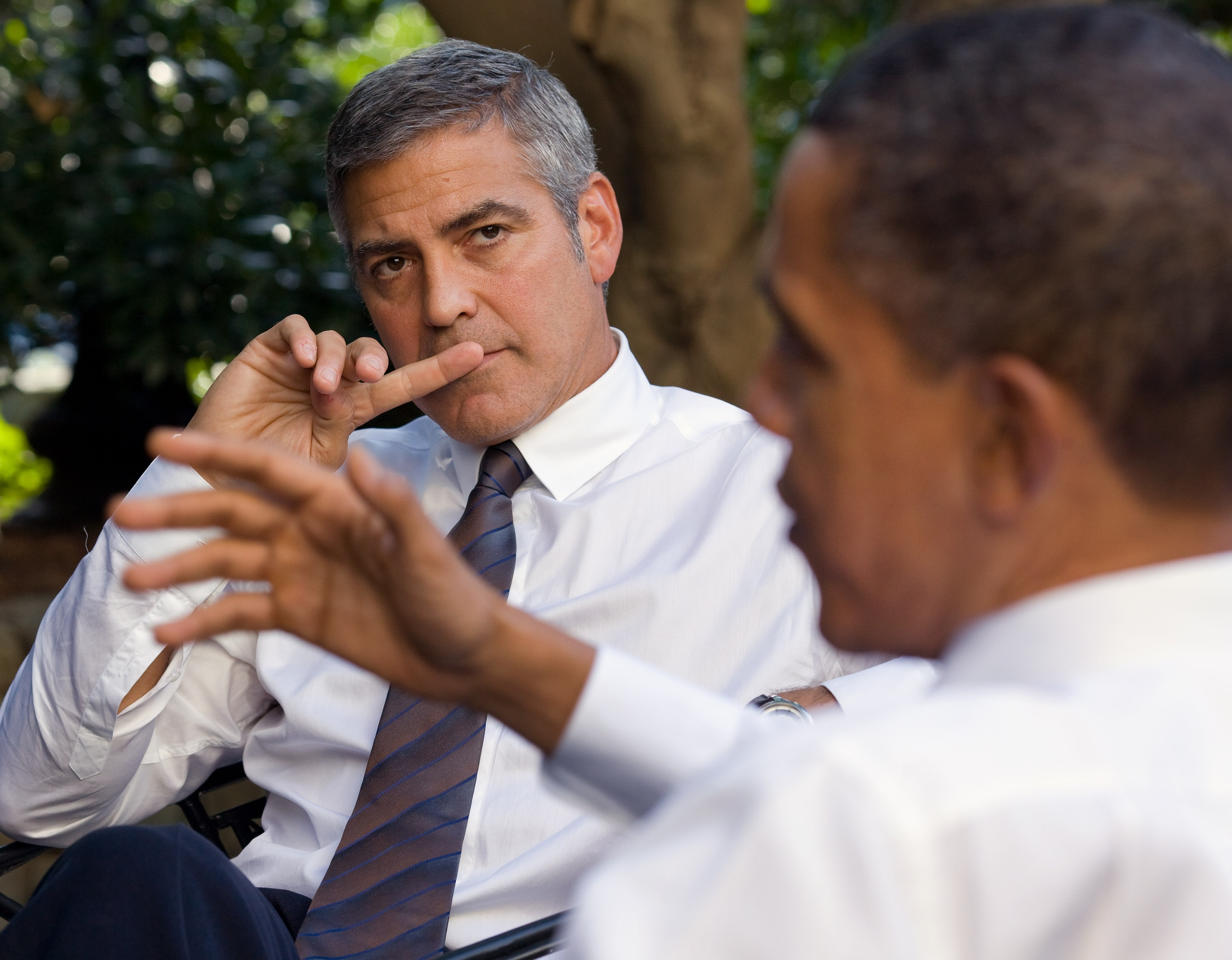
Джордж Клуни на встрече с президентом США Бараком Обамой, октябрь 2010

Клуни появился в «Хорошем немце» — нуаре Содерберга. События фильма разворачиваются после Второй мировой войны в Германии.
Клуни также получил «Награду Американского Кинематографа» в октябре 2006 году, которой награждаются актёры, которые сделали «значительный вклад в искусство кинематографа». 22 января 2008 года Клуни был номинирован как «Лучший актёр» за роль в «Майкле Клейтоне», но победил Дэниел Дэй-Льюис («Нефть»).
После успеха «Доброй ночи и удачи», Клуни сказал, что планирует посвящать больше своего времени режиссёрской работе. Он сказал, что режиссёрская индустрия «отличное место, чтобы стареть». Клуни режиссировал фильм «Любовь вне правил», в котором также играл главную роль.
В 2009 году Клуни работал над своим следующим проектом «Безумный спецназ», режиссёром которого является его хороший приятель Грант Хеслов. Премьера состоялась в ноябре 2009 года. Юэн Макгрегор и Кевин Спейси также согласились участвовать. Другой проект, на который подписался Клуни — фильм «Мне бы в небо», за который он получил ещё одну номинацию на «Оскар» как лучший актёр. Режиссёром выступил Джейсон Райтман, известный по фильму «Джуно».
В 2011 году Джордж Клуни перевоплотился в богатого землевладельца Мэтта Кинга в драме Александра Пэйна «Потомки», за что стал обладателем многочисленных кинопремий и наград, а также третьей статуэтки премии «Золотой глобус».
Актёру прочили и пятую номинацию на «Оскар». Прогноз сбылся: 24 января 2012 года Академия кинематографических искусств и наук объявила номинантов на премию, в числе которых был и Джордж Клуни.
Четвёртая режиссёрская работа Клуни — политический триллер «Мартовские иды», премьера которого состоялась в том же году — принесла ему очередную номинацию на «Оскар», на этот раз за лучший адаптированный сценарий. Лента вошла в большинство списков лучших фильмов 2011 года.
В 2012 году выступил в качестве продюсера политического триллера «Операция „Арго“», за что удостоился второй статуэтки «Оскара» в номинации «Лучший фильм» совместно с Беном Аффлеком и Грантом Хесловом.
В августе 2018 года Джордж Клуни возглавил рейтинг самых высокооплачиваемых актёров года по версии журнала Forbes. За 12 месяцев актёр заработал 239 млн долларов США.
В 2023 году Клуни повторил роль Брюса Уэйна / Бэтмена из фильма «Бэтмен и Робин» (1997) в конце фильма «Флэш» (2023).

## Активизм и политические взгляды

### Гуманитарная помощь
Клуни участвует в проекте Not On Our Watch Project — организация, привлекающая внимание мирового сообщества и ресурсы, чтобы предотвратить массовые преступления, вместе с Брэдом Питтом, Мэттом Деймоном, Доном Чидлом, Дэвидом Прессманом и Джерри Вайнтраубом. В январе 2010 года организовал телемарафон, который собрал пожертвования для пострадавших на землетрясении Гаити в 2010 году.
16 марта 2012 года Джордж Клуни участвовал в акции протеста у посольства Судана и был арестован по причине гражданского неповиновения.
Арест актёра и других участников входил в планы акции — во время ареста Клуни заявил репортёрам, что пытался привлечь внимание к бедственному положению «невинных детей» в Судане. Вместе с ним также были арестованы другие известные борцы за права человека, включая Мартина Лютера Кинга III.
В июле 2017 года благотворительный фонд актёра и ЮНИСЕФ объявили о выделении 2,25 миллиона долларов школам в Ливане для обучения примерно 3 тысяч детей-беженцев из Сирии.

### Геноцид армян
Джордж Клуни является активным сторонником признания геноцида армян. Он один из основателей премии «Аврора» — которая вручается тем, кто рискует своей жизнью, чтобы предотвратить геноциды и злодеяния.
Клуни также призвал власти США признать геноцид армян.

### Контроль над вооружениями
В 2018 году, после стрельбы в средней школе Марджори Стоунман Дуглас, Джордж и Амаль Клуни пожертвовали 500 тысяч долларов организаторам Марша за наши жизни.

### Права ЛГБТ
28 марта 2019 года Клуни написал открытое письмо с призывом бойкотировать отели, принадлежащие султану Брунея, из-за введения в стране казни за однополые связи. Клуни перечислил девять отелей и попросил читателей задуматься над тем, как «мы кладём деньги в карманы людей, которые решают закидывать камнями и забивать своих граждан за их гомосексуальность». 5 мая 2019 власти Брунея отменили решение.

### Политика
В июле 2024 года в колонке для газеты The New York Times предложил Джо Байдену выйти из президентской гонки из-за возрастных проблем.
В августе 2024 года Генпрокуратура РФ объявила созданный актёром фонд Clooney Foundation for Justice «нежелательным на территории России».

## Личная жизнь

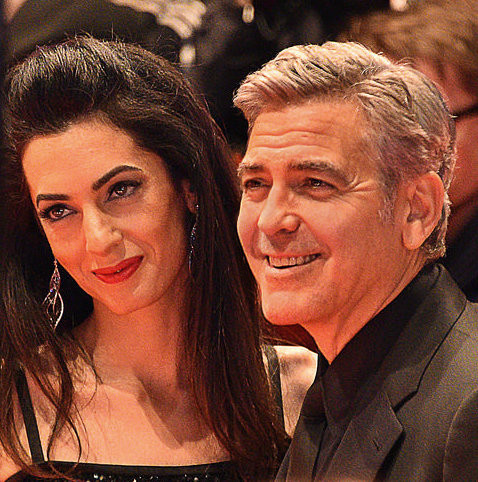
Клуни и Аламуддин на Берлинском фестивале, 2016 год.

### Отношения
В 1987—1989 годах Клуни встречался с актрисой Келли Престон. Он был женат на актрисе Талии Болсам с 1989 по 1993 год. У Клуни также были отношения с Селин Балитран (1996—1999), моделью Лизой Сноудон (2000—2005), актрисами Рене Зеллвегер (2001) и Кристой Аллен (2002—2008).
С июля 2009 по июнь 2011 года Клуни встречался с итальянской моделью Элизабеттой Каналис. С июля 2011 по июль 2013 года у него был роман со спортсменкой Стэйси Киблер.
В апреле 2014 года Клуни объявил о помолвке с юристом Амаль Аламуддин. Они поженились 27 сентября 2014 года в Венеции, Италия. Церемонию бракосочетания провёл Вальтер Вельтрони — друг Клуни и бывший мэр Рима. В феврале 2017 года стало известно, что супруги ожидают рождения двойняшек. 6 июня 2017 года Амаль родила дочь Эллу и сына Александра.

### Питомцы
Домашний любимец Клуни — боров Макс — умер в доме актёра в возрасте 18 лет, в 2006 году. Он весил примерно 126 килограммов, и Клуни иногда брал его в свою постель. В 2015 году Клуни и его супруга Амаль забрали из приюта собаку по кличке Милли.

### Недвижимость
У Клуни есть дома в Лос-Анджелесе, Италии (коммуна Лальо), Лос-Кабосе (Мексика), где его соседями являются Синди Кроуфорд и Рэнди Гербер, и Англии (графство Оксфордшир).

## Фильмография

### Актёр
| Год       |     | Русское название                        | Оригинальное название             | Роль                                |
| --------- | --- | --------------------------------------- | --------------------------------- | ----------------------------------- |
| 1984      | с   | Она написала убийство                   | Murder, She Wrote                 | Кип (3 сезон 18 серия)              |
| 1987      | ф   | Возвращение в школу ужасов              | Return To Horror High             | Оливер                              |
| 1988      | ф   | Возвращение помидоров-убийц             | Return of the Killer Tomatoes     | Мэтт Стивенс                        |
| 1990      | ф   | Красный прибой                          | Red Surf                          | Марк Ремар                          |
| 1990      | ф   | Сансет Бит                              | Sunset Beat                       | Чик Чезбро                          |
| 1992      | ф   | Неприходящий год                        | Unbecoming Age                    | Мак                                 |
| 1992      | ф   | Урожай                                  | The Harvest                       | трансвестит                         |
| 1994—2000 | с   | Скорая помощь                           | ER                                | доктор Даг Росс                     |
| 1995      | с   | Друзья                                  | Friends                           | доктор Митчелл (1 сезон 17 серия)   |
| 1996      | ф   | От заката до рассвета                   | From Dusk Till Dawn               | Сет Гекко                           |
| 1996      | ф   | Один прекрасный день                    | One Fine Day                      | Джек Тейлор                         |
| 1997      | ф   | Бэтмен и Робин                          | Batman and Robin                  | Бэтмен / Брюс Уэйн                  |
| 1997      | мс  | Южный парк                              | South Park                        | голос пса Спарки                    |
| 1997      | ф   | Миротворец                              | The Peacemaker                    | Томас Дево                          |
| 1998      | с   | Мерфи Браун                             | Murphy Brown                      | доктор № 2                          |
| 1998      | ф   | Вне поля зрения                         | Out of Sight                      | Джек Фолей                          |
| 1998      | ф   | Тонкая красная линия                    | The Thin Red Line                 | капитан Бош                         |
| 1999      | мф  | Южный парк: больше, длиннее и без купюр | South Park: Bigger Longer & Uncut | доктор Гуаш / доктор Доктор (голос) |
| 1999      | ф   | Три короля                              | Three Kings                       | майор Арчи Гейтс                    |
| 2000      | ф   | Взрыв                                   | Fail Safe                         | полковник Джек Грейди               |
| 2000      | ф   | О, где же ты, брат?                     | O Brother, Where Art Thou?        | Эверетт                             |
| 2000      | ф   | Идеальный шторм                         | The Perfect Storm                 | капитан Билли Тайн                  |
| 2001      | ф   | Дети шпионов                            | Spy Kids                          | Девлин                              |
| 2001      | ф   | Одиннадцать друзей Оушена               | Ocean’s Eleven                    | Дэнни Оушен                         |
| 2002      | ф   | Добро пожаловать в Коллинвуд            | Welcome to Collinwood             | Джерзи                              |
| 2002      | ф   | Солярис                                 | Solaris                           | Крис Кельвин                        |
| 2002      | ф   | Признания опасного человека             | Confessions of a Dangerous Mind   | Джим Берд                           |
| 2003      | ф   | Дети шпионов 3: Игра окончена           | Spy Kids 3-D: Game Over           | Девлин                              |
| 2003      | ф   | Невыносимая жестокость                  | Intolerable Cruelty               | Майлс Мэсси                         |
| 2004      | ф   | Двенадцать друзей Оушена                | Ocean’s Twelve                    | Дэнни Оушен                         |
| 2005      | ф   | Доброй ночи и удачи                     | Good Night, and Good Luck         | Фред Френдли                        |
| 2005      | ф   | Сириана                                 | Syriana                           | Боб Барнес                          |
| 2006      | ф   | Хороший немец                           | The Good German                   | капитан Джейк Гейсмер               |
| 2007      | ф   | Тринадцать друзей Оушена                | Ocean’s Thirteen                  | Дэнни Оушен                         |
| 2007      | ф   | Майкл Клейтон                           | Michael Clayton                   | Майкл Клейтон                       |
| 2008      | ф   | Любовь вне правил                       | Leatherheads                      | Джимми (Додж) Коннелли              |
| 2008      | ф   | После прочтения сжечь                   | Burn After Reading                | Гарри Пфаррер                       |
| 2009      | мф  | Бесподобный мистер Фокс                 | The Fantastic Mr. Fox             | Мистер Фокс (голос)                 |
| 2009      | ф   | Безумный спецназ                        | The Men Who Stare at Goats        | Лин Кэссиди                         |
| 2009      | ф   | Мне бы в небо                           | Up in the Air                     | Райан Бинэм                         |
| 2010      | ф   | Американец                              | The American                      | Джек                                |
| 2011      | ф   | Потомки                                 | The Descendants                   | Мэтт Кинг                           |
| 2011      | ф   | Мартовские иды                          | The Ides of March                 | губернатор Майк Моррис              |
| 2011      | кор | Печать зла                              | Touch of Evil                     | тиран                               |
| 2013      | ф   | Гравитация                              | Gravity                           | Мэтт Ковальски                      |
| 2014      | ф   | Охотники за сокровищами                 | The Monuments Men                 | Джордж Стаут                        |
| 2015      | ф   | Земля будущего                          | Tomorrowland                      | Фрэнк Уокер                         |
| 2016      | ф   | Да здравствует Цезарь!                  | Hail, Caesar!                     | Бэрд Уитлок                         |
| 2016      | ф   | Финансовый монстр                       | Money Monster                     | Ли Гейтс                            |
| 2019      | с   | Уловка-22                               | Catch-22                          | Шайскопф                            |
| 2020      | ф   | Полночное небо                          | The Midnight Sky                  | Огустин                             |
| 2022      | ф   | Билет в рай                             | Ticket to Paradise                | Дэвит Коттон                        |
| 2023      | ф   | Флэш                                    | The Flash                         | Брюс Уэйн (камео)                   |
| 2024      | ф   | Одинокие волки                          | Wolfs                             | Ник                                 |
| 2025      | ф   | Джей Келли                              | Jay Kelly                         | Джей Келли                          |

### Режиссёр
1. 2002 — Признания опасного человека
2. 2005 — Неподготовленный (сериал)
3. 2005 — Доброй ночи и удачи
4. 2008 — Любовь вне правил
5. 2011 — Мартовские иды
6. 2014 — Охотники за сокровищами
7. 2017 — Субурбикон
8. 2020 — Полночное небо
9. 2021 — Нежный бар
10. 2023 — Парни в лодке

## Награды и номинации
| Премия                              | Год  | Фильм                         | Категория                                           | Результат |
| ----------------------------------- | ---- | ----------------------------- | --------------------------------------------------- | --------- |
| «Оскар»                             | 2006 | «Доброй ночи и удачи»         | Лучший режиссёр                                     | Номинация |
| «Оскар»                             | 2006 | «Сириана»                     | Лучшая мужская роль второго плана                   | Победа    |
| «Оскар»                             | 2006 | «Доброй ночи и удачи»         | Лучший оригинальный сценарий                        | Номинация |
| «Оскар»                             | 2008 | «Майкл Клейтон»               | Лучшая мужская роль                                 | Номинация |
| «Оскар»                             | 2010 | «Мне бы в небо»               | Лучшая мужская роль                                 | Номинация |
| «Оскар»                             | 2012 | «Потомки»                     | Лучшая мужская роль                                 | Номинация |
| «Оскар»                             | 2012 | «Мартовские иды»              | Лучший адаптированный сценарий                      | Номинация |
| «Оскар»                             | 2013 | «Операция «Арго»»             | Лучший фильм                                        | Победа    |
| «Золотой глобус»                    | 1996 | «Скорая помощь»               | Лучшая мужская роль в телевизионном сериале — драма | Номинация |
| «Золотой глобус»                    | 1997 | «Скорая помощь»               | Лучшая мужская роль в телевизионном сериале — драма | Номинация |
| «Золотой глобус»                    | 1998 | «Скорая помощь»               | Лучшая мужская роль в телевизионном сериале — драма | Номинация |
| «Золотой глобус»                    | 2001 | «О, где же ты, брат?»         | Лучшая мужская роль (комедия или мюзикл)            | Победа    |
| «Золотой глобус»                    | 2006 | «Доброй ночи и удачи»         | Лучший режиссёр                                     | Номинация |
| «Золотой глобус»                    | 2006 | «Сириана»                     | Лучшая мужская роль второго плана                   | Победа    |
| «Золотой глобус»                    | 2006 | «Доброй ночи и удачи»         | Лучший сценарий                                     | Номинация |
| «Золотой глобус»                    | 2008 | «Майкл Клейтон»               | Лучшая мужская роль — драма                         | Номинация |
| «Золотой глобус»                    | 2010 | «Мне бы в небо»               | Лучшая мужская роль — драма                         | Номинация |
| «Золотой глобус»                    | 2012 | «Мартовские иды»              | Лучший режиссёр                                     | Номинация |
| «Золотой глобус»                    | 2012 | «Потомки»                     | Лучшая мужская роль — драма                         | Победа    |
| «Золотой глобус»                    | 2012 | «Мартовские иды»              | Лучший сценарий                                     | Номинация |
| «Золотой глобус»                    | 2015 |                               | Премия Сесиля Б. Де Милля                           | Победа    |
| BAFTA                               | 2006 | «Доброй ночи и удачи»         | Лучший режиссёр                                     | Номинация |
| BAFTA                               | 2006 | «Доброй ночи и удачи»         | Лучшая мужская роль второго плана                   | Номинация |
| BAFTA                               | 2006 | «Сириана»                     | Лучшая мужская роль второго плана                   | Номинация |
| BAFTA                               | 2006 | «Доброй ночи и удачи»         | Лучший оригинальный сценарий                        | Номинация |
| BAFTA                               | 2008 | «Майкл Клейтон»               | Лучшая мужская роль                                 | Номинация |
| BAFTA                               | 2010 | «Мне бы в небо»               | Лучшая мужская роль                                 | Номинация |
| BAFTA                               | 2012 | «Потомки»                     | Лучшая мужская роль                                 | Номинация |
| BAFTA                               | 2012 | «Мартовские иды»              | Лучший адаптированный сценарий                      | Номинация |
| BAFTA                               | 2013 | «Операция „Арго“»             | Лучший фильм                                        | Победа    |
| «Эмми»                              | 1995 | «Скорая помощь»               | Лучшая мужская роль в драматическом сериале         | Номинация |
| «Эмми»                              | 1996 | «Скорая помощь»               | Лучшая мужская роль в драматическом сериале         | Номинация |
| «Эмми»                              | 2010 | «Hope for Haiti Now»          | Лучшее комедийное или музыкальное шоу               | Номинация |
| «Эмми»                              | 2010 |                               | Гуманитарная награда Боба Хоупа                     | Победа    |
| «Сатурн»                            | 1996 | «От заката до рассвета»       | Лучшая мужская роль                                 | Победа    |
| «Сатурн»                            | 2003 | «Солярис»                     | Лучшая мужская роль                                 | Номинация |
| «Сатурн»                            | 2011 | «Американец»                  | Лучшая мужская роль                                 | Номинация |
| «Сатурн»                            | 2014 | «Гравитация»                  | Лучшая мужская роль второго плана                   | Номинация |
| «Выбор критиков»                    | 2002 | «Одиннадцать друзей Оушена»   | Лучший актёрский состав                             | Номинация |
| «Выбор критиков»                    | 2005 | «Двенадцать друзей Оушена»    | Лучший актёрский состав                             | Номинация |
| «Выбор критиков»                    | 2006 | «Доброй ночи и удачи»         | Лучший режиссёр                                     | Номинация |
| «Выбор критиков»                    | 2006 | «Сириана»                     | Лучшая мужская роль второго плана                   | Номинация |
| «Выбор критиков»                    | 2006 | «Сириана»                     | Лучший актёрский состав                             | Номинация |
| «Выбор критиков»                    | 2006 | «Доброй ночи и удачи»         | Лучший актёрский состав                             | Номинация |
| «Выбор критиков»                    | 2006 | «Доброй ночи и удачи»         | Лучший сценарий                                     | Номинация |
| «Выбор критиков»                    | 2006 | «Доброй ночи и удачи»         | Свобода самовыражения                               | Победа    |
| «Выбор критиков»                    | 2008 | «Майкл Клейтон»               | Лучшая мужская роль                                 | Номинация |
| «Выбор критиков»                    | 2010 | «Мне бы в небо»               | Лучшая мужская роль                                 | Номинация |
| «Выбор критиков»                    | 2010 | «Мне бы в небо»               | Лучший актёрский состав                             | Номинация |
| «Выбор критиков»                    | 2012 | «Потомки»                     | Лучшая мужская роль                                 | Победа    |
| «Выбор критиков»                    | 2012 | «Потомки»                     | Лучший актёрский состав                             | Номинация |
| «Выбор критиков»                    | 2012 | «Мартовские иды»              | Лучший актёрский состав                             | Номинация |
| «Спутник»                           | 1999 | «Тонкая красная линия»        | Лучший актёрский состав                             | Победа    |
| «Спутник»                           | 1999 | «Скорая помощь»               | Лучшая мужская роль в телевизионном сериале — драма | Номинация |
| «Спутник»                           | 2001 | «О, где же ты, брат?»         | Лучшая мужская роль — комедия или мюзикл            | Номинация |
| «Спутник»                           | 2005 | «Доброй ночи и удачи»         | Лучший режиссёр                                     | Номинация |
| «Спутник»                           | 2005 | «Доброй ночи и удачи»         | Лучший оригинальный сценарий                        | Победа    |
| «Спутник»                           | 2005 | «Доброй ночи и удачи»         | Auteur Award                                        | Победа    |
| «Спутник»                           | 2009 | «Мне бы в небо»               | Лучшая мужская роль — комедия или мюзикл            | Номинация |
| «Спутник»                           | 2011 | «Потомки»                     | Лучшая мужская роль                                 | Номинация |
| «Независимый дух»                   | 2006 | «Доброй ночи и удачи»         | Лучший режиссёр                                     | Номинация |
| Премия Европейской киноакадемии     | 2005 | «Доброй ночи и удачи»         | Лучший неевропейский фильм                          | Победа    |
| Берлинский кинофестиваль            | 2003 | «Признания опасного человека» | Золотой медведь                                     | Номинация |
| Венецианский кинофестиваль          | 2005 | «Доброй ночи и удачи»         | Золотой лев                                         | Номинация |
| Венецианский кинофестиваль          | 2005 | «Доброй ночи и удачи»         | Золотая Озелла за лучший сценарий                   | Победа    |
| Венецианский кинофестиваль          | 2005 | «Доброй ночи и удачи»         | Приз ФИПРЕССИ                                       | Победа    |
| Венецианский кинофестиваль          | 2005 | «Доброй ночи и удачи»         | Кубок Пазинетти за лучший фильм                     | Победа    |
| Венецианский кинофестиваль          | 2005 | «Доброй ночи и удачи»         | Human Rights Film Network Award — особое упоминание | Победа    |
| Венецианский кинофестиваль          | 2011 | «Мартовские иды»              | Золотой лев                                         | Номинация |
| Венецианский кинофестиваль          | 2011 | «Мартовские иды»              | Brian Award                                         | Победа    |
| Венецианский кинофестиваль          | 2017 | «Субурбикон»                  | Золотой лев                                         | Номинация |
| Венецианский кинофестиваль          | 2017 | «Субурбикон»                  | Fondazione Mimmo Rotella Award                      | Победа    |
| MTV Movie Awards                    | 1996 | «От заката до рассвета»       | Лучший прорыв года                                  | Победа    |
| MTV Movie Awards                    | 1999 | «Вне поля зрения»             | Лучший поцелуй                                      | Номинация |
| MTV Movie Awards                    | 2001 | «О, где же ты, брат?»         | Лучшая актёрская команда                            | Номинация |
| MTV Movie Awards                    | 2002 | «Одиннадцать друзей Оушена»   | Лучшая актёрская команда                            | Номинация |
| MTV Movie Awards                    | 2002 | «Одиннадцать друзей Оушена»   | Лучшая одежда                                       | Номинация |
| Национальный совет кинокритиков США | 2002 | «Признания опасного человека» | Награда за особые достижения                        | Победа    |
| Национальный совет кинокритиков США | 2007 | «Майкл Клейтон»               | Лучшая мужская роль                                 | Победа    |
| Национальный совет кинокритиков США | 2009 | «Мне бы в небо»               | Лучшая мужская роль                                 | Победа    |
| Национальный совет кинокритиков США | 2011 | «Потомки»                     | Лучшая мужская роль                                 | Победа    |
| Премия Гильдии киноактёров США      | 1995 | «Скорая помощь»               | Лучшая мужская роль в драматическом сериале         | Номинация |
| Премия Гильдии киноактёров США      | 1996 | «Скорая помощь»               | Лучшая мужская роль в драматическом сериале         | Номинация |
| Премия Гильдии киноактёров США      | 1996 | «Скорая помощь»               | Лучший актёрский состав в драматическом сериале     | Победа    |
| Премия Гильдии киноактёров США      | 1997 | «Скорая помощь»               | Лучшая мужская роль в драматическом сериале         | Номинация |
| Премия Гильдии киноактёров США      | 1997 | «Скорая помощь»               | Лучший актёрский состав в драматическом сериале     | Победа    |
| Премия Гильдии киноактёров США      | 1998 | «Скорая помощь»               | Лучший актёрский состав в драматическом сериале     | Победа    |
| Премия Гильдии киноактёров США      | 1999 | «Скорая помощь»               | Лучший актёрский состав в драматическом сериале     | Победа    |
| Премия Гильдии киноактёров США      | 2006 | «Сириана»                     | Лучшая мужская роль второго плана                   | Номинация |
| Премия Гильдии киноактёров США      | 2006 | «Доброй ночи и удачи»         | Лучший актёрский состав                             | Номинация |
| Премия Гильдии киноактёров США      | 2008 | «Майкл Клейтон»               | Лучшая мужская роль                                 | Номинация |
| Премия Гильдии киноактёров США      | 2010 | «Мне бы в небо»               | Лучшая мужская роль                                 | Номинация |
| Премия Гильдии киноактёров США      | 2012 | «Потомки»                     | Лучшая мужская роль                                 | Номинация |
| Премия Гильдии киноактёров США      | 2012 | «Потомки»                     | Лучший актёрский состав                             | Номинация |
| Премия Гильдии режиссёров США       | 2006 | «Доброй ночи и удачи»         | Лучший режиссёр                                     | Номинация |
| Премия Гильдии продюсеров США       | 2012 | «Мартовские иды»              | Лучший фильм                                        | Номинация |
| Премия Гильдии продюсеров США       | 2013 | «Операция „Арго“»             | Лучший фильм                                        | Победа    |
| Премия Гильдии сценаристов США      | 2006 | «Доброй ночи и удачи»         | Лучший оригинальный сценарий                        | Номинация |
| Премия Гильдии сценаристов США      | 2006 | «Доброй ночи и удачи»         | Почётная награда Пола Сельвина                      | Победа    |

- Кавалер ордена искусств и литературы (Франция, 2007)[51]